# Хуго Гроций
Хуго Гроций (на латински: Hugo Grotius) или Хуго де Гроот (на нидерландски: Hugo de Groot или Huig de Groot) е нидерландски юрист. Живее и твори в Нидерландската република.
Заедно с Франсиско де Виториа и Алберико Джентили е сред основателите на теорията на международното право – правна конструкция, приета и наложила се като регламент в/за изключително динамично развиващите се по негово време международни отношения. Той е също философ, теолог, християнски апологет, поет.
Хуго Гроций полага началото на „Школа на естественото право“, завършила развитието си в извеждането, налагането и обосноваването на понятието за право с края на Наполеоновите войни. Негови последователи са Томас Хобс и Барух Спиноза.
Хуго Гроций дефинира държавата като съвършен съюз от свободни хора, сключен заради правото и общата полза. Като юрист предполага, че това съюзяване е държава, основана на всеобщ обществен договор. Негова е заслугата в теорията на правото за извеждане идеята за всеобщност на човечеството (societas humana), включваща всички цивилизации на вече понятното и познаваемо по негово време земно кълбо. Според обоснованата от Гроций теория на международното право в неговия magnum opus „За войната и мира“ (De Jure Belli ac Pacis, 1625), това всеобщо човечество, като правно съобщество, се подчинява на старото римско „право на народите“ (jus gentium), което от своя страна се основава на естественото право като общо (универсално) право за всички хора и народи по света.